# Ija Kiwa

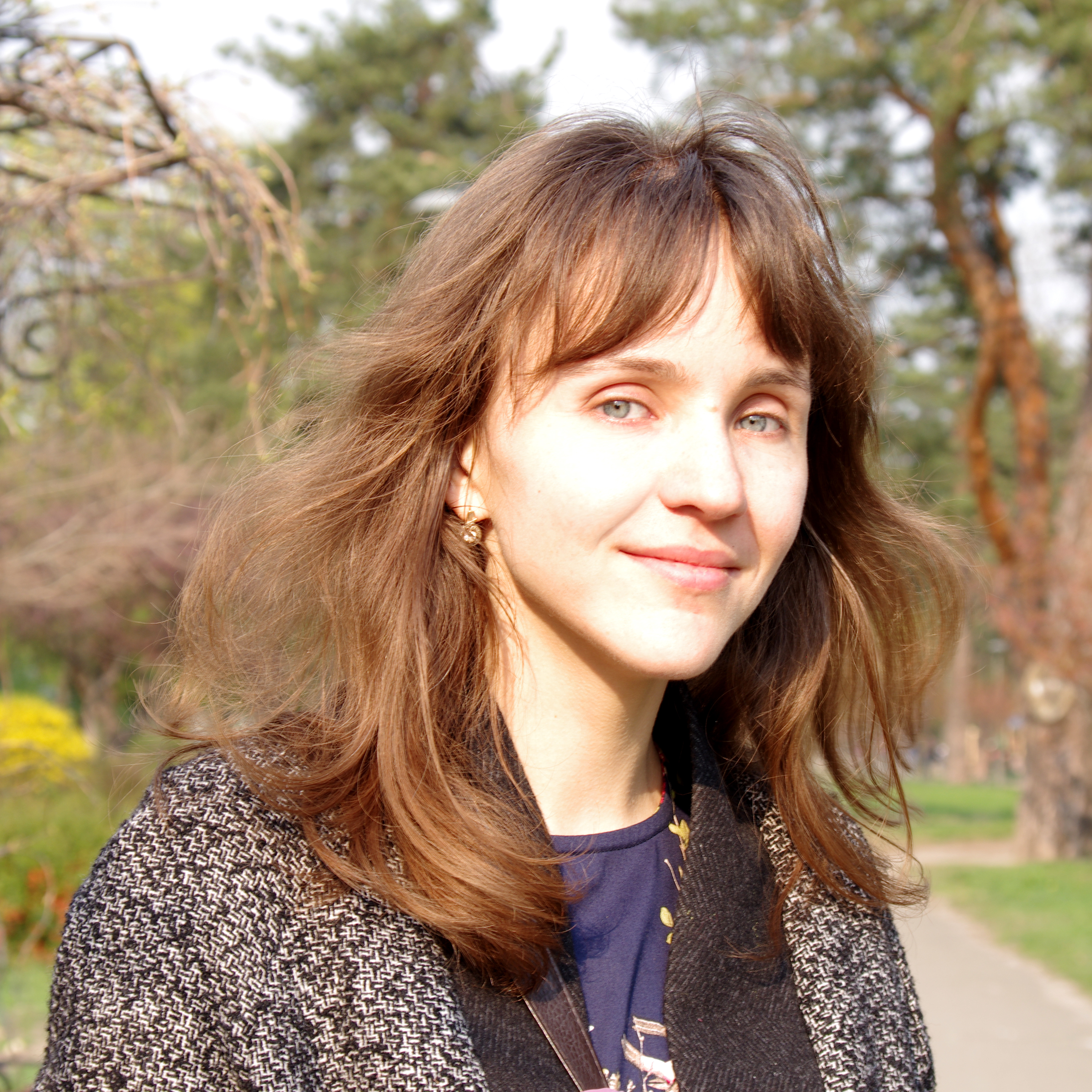
Ija Kiwa, Kiew 2019

Ija Janiwna Kiwa (ukrainisch Ія Янівна Ківа; geboren am 4. Mai 1984 in Donezk) ist eine ukrainische Dichterin, Übersetzerin, Journalistin und Kritikerin. Sie ist die Autorin der Bücher Weitab vom Paradies, Die erste Seite des Winters und We Will Wake Up to Others: Conversations with Contemporary Belarusian Writers on the Past, Present and Future of Belarus. Sie ist Mitglied des PEN Ukraine.

## Biographie
Sie wurde am 4. Mai 1984 in Donezk geboren. Sie schloss ihr Studium an der Philologischen Fakultät der Nationalen Universität Donezk mit einem Diplom in russischer Sprache und Literatur und Kulturwissenschaften ab. Außerdem studierte sie Grafikdesign. In Folge des russisch-ukrainischen Krieges zog sie im Sommer 2014 nach Kiew.
Kiwa schrieb zunächst auf Ukrainisch und Russisch, nach Beginn des Kriegs aber nur noch auf Ukrainisch. Ihre Gedichte, Übersetzungen und Rezensionen wurden in ukrainischen und ausländischen Zeitschriften sowie in den Anthologien Ukraińska nadzieja, Антологія молодої української поезії III тисячоліття und anderen veröffentlicht. Ihre Gedichte wurden in zahlreiche Sprachen übersetzt. Die Übersetzungen wurden als separates Buch in Bulgarien – Zeuge einer Namenlosigkeit (Znatsi Verlag, 2022) veröffentlicht.
Sie nahm an Lyrikveranstaltungen und Literaturfestivals in der Ukraine, Belarus, Polen, Belgien, Finnland, den USA, Deutschland, Estland, Lettland, Griechenland, Italien, Georgien, Österreich, der Schweiz, Bulgarien, Ungarn und Kroatien teil.
Zitate aus den Gedichten von Serhij Schadan, Natalka Bilozerkiwez, Julija Musakowska, Ija Kiwa, Wassyl Machno und Jurij Sawadkyj wurden Teil des Projekts Stuck in Between (2022) des niederländischen Grafikdesigners Juliët Nijland, der einen Buchwald über die Gefühle der Menschen während des Krieges gestaltete.
Im November 2022 präsentierte Mychajlo Suchowezkyj auf dem Zebra Poetry Film Festival in Berlin eine poetische Videoanimation-Symptome nach Janiwnas Gedicht is there hot war in the tap.... Im Dezember 2022 wurde dieses Gedicht für den Pushcart Prize nominiert.
Sie ist Stipendiatin des „Gaude Polonia“-Programms des polnischen Kulturministers (2021), des Dartmouth College Writers' Support Programme (2022), des „Documenting Ukraine“-Programms (Österreich, 2022) und hat an Literatur-Residenzen in der Ukraine, Deutschland und Österreich teilgenommen, darunter The Nest Residency im Dorf Wytatschiw (Februar 2022) bei der Stiftung Genshagen.
Als Übersetzerin nahm sie 2020 an den internationalen Übersetzerworkshops Cities of translators digital teil.
Im Juni 2018 unterstützte sie einen offenen Brief von Kulturschaffenden, Politikern und Menschenrechtsaktivisten, in dem die Staats- und Regierungschefs aufgefordert wurden, sich für den ukrainischen Filmemacher Oleh Senzow und andere in Russland inhaftierte politische Gefangene einzusetzen.

## Ausgewählte Werke
Lyrik
- "Подальше от рая" /"Weitab vom Paradies”, 2018 – ISBN 978-617-7390-70-0 (Ukrainisch und Russisch)
- "Перша сторінка зими" /"Die erste Seite des Winters", 2019 – ISBN 	978-966-378-686-5 (ukrainisch)
- "Свидетель на безымянности", 2022  – ISBN 978-619-7707-02-1[8] (Bulgarisch übersetzt von Denis Olegov)
- "Czarne róże czasu", 2022 (Polnisch übersetzt von Aneta Kaminska)

Sammelbände
- Порода. Антологія українських письменників Донбасу, 2017 – ISBN 978-966-97689-1-9
- Антологія молодої української поезії III тисячоліття, 2018 – ISBN 978-617-585-146-3
- Війна 2022: щоденники, есеї, поезія, 2022 – ISBN 978-966-448-066-3
- Поміж сирен. Нові вірші війни, 2023 – ISBN 978-617-17-0057-4
- Invasion: Ukrainian Poems about the War, 2022 – ISBN 978-1-912963-32-4
- Under Ukrainas öppna himmel. 2022 – ISBN 978-91-87605-48-2
- Онлайн-антологія «Воєнний стан»[9]

Publizistik
- We will wake up to others: conversations with contemporary Belarusian writers about the past, present and future of Belarus, 2021 – ISBN 978-617-614-333-8

Aufsätze
- "What Will Give Us Strength?"[10]  Essays of Ukrainian intellectuals on the focus of the Ukrainian PEN Ukraine 2020,  ISBN 978-966-378-818-0